# Бойова кінозбірка № 8
«Бойова кінозбірка № 8» — радянська військова кінозбірка 1941 року, що складається з двох новел «Ніч над Белградом» і «Три танкіста», знята режисерами Леонідом Луковим та Миколою Садковичем на Ташкентській й Київській кіностудіях.

## Сюжет
Кінозбірка складається з двох новел «Ніч над Белградом» і «Три танкіста».

### «Ніч над Белградом»
Про підпільників Белграда під час Другої світової війни.

### «Три танкіста»
Велика Вітчизняна війна. Екіпаж радянського танка, потрапивши в німецьке кільце, відстрілювався до останнього патрона. Коли вороги вже підпалили танк і герої прийняли рішення підірвати машину разом з собою, на допомогу підійшло радянських підкріплення і екіпаж вдалося врятувати.

## У ролях
- Іван Переверзєв — старший лейтенант
- Олексій Долинін — боєць
- Андрій Мірошниченко — боєць
- Григорій Михайлов — боєць
- Андрій Сова — боєць
- Тетяна Окуневська — диктор белградського радіо
- Наталія Гіцерот — сербська дівчина («Ніч над Белградом»)
- Осип Абдулов — Мірко, господар шинка («Ніч над Белградом»)
- Іван Новосельцев — Хотіч, сербський партіот («Ніч над Белградом»)
- Василь Зайчиков — офіціант («Ніч над Белградом»)
- Петро Алейников — підпільник («Ніч над Белградом»), Савка, танкіст («Три танкіста»)
- Олександр Хвиля — Фішер, військовий комендант, обер-лейтенант («Ніч над Белградом»)
- Лаврентій Масоха — Макс, фашистський унтер-офіцер («Ніч над Белградом»), німецький солдат («Три танкіста»)
- Степан Каюков — німецький унтер-офіцер («Ніч над Белградом»)
- Іван Бобров — німецький солдат («Ніч над Белградом»)
- Лідія Карташова — жителька Белграда («Ніч над Белградом»)
- Борис Андрєєв — Макар, танкіст («Три танкіста»)
- Марк Бернес — Михайло Юрченко, командир танка («Три танкіста»)
- Євген Карнаухов — німецький офіцер («Ніч над Белградом»)
- Валентина Івашова — епізод («Ніч над Белградом»)
- Людмила Наришкіна — епізод («Ніч над Белградом»)

## Знімальна група
- Режисери — Леонід Луков, Микола Садкович
- Сценаристи — Йосип Склют, Всеволод Іванов
- Оператори — Олександр Лаврик, Микола Кульчицький
- Композитори — Микита Богословський, Ашот Філіпп
- Художники — Володимир Каплуновський, Моріц Уманський